# John Castle
John Castle (* 14. Januar 1940 in Croydon, Surrey, England) ist ein britischer Schauspieler.

## Leben
Castle studierte Schauspiel an der RADA und machte seinen Abschluss 1964. Als klassisch geschulter Theaterschauspieler war er in zahlreichen Shakespeare-Produktionen zu sehen, darunter als Claudius in Hamlet, Shylock in Der Kaufmann von Venedig und James Tyrell in The War of the Roses. Er wirkte an Produktionen der Royal Shakespeare Company und des British National Theatre mit. 1970 gelang ihm der Sprung an den Broadway. Das Musical Georgy nach einem Buch von Tom Mankiewicz kam jedoch nur auf vier Aufführungen.
Castle begann seine Karriere in Film und Fernsehen 1965 mit Gastrollen in Fernsehserien wie Flipper. Sein Spielfilmdebüt hatte er im darauffolgenden Jahr in Michelangelo Antonionis Kultfilm Blow Up, wo er als Maler Bill neben Vanessa Redgrave, Sarah Miles und David Hemmings zu sehen war. 1967 hatte er eine Gastrolle als Nummer 12 in Patrick McGoohans Kultserie Nummer 6. Eine seiner wichtigsten Filmrollen spielte er in Anthony Harveys mit drei Oscars ausgezeichneter Literaturverfilmung Der Löwe im Winter. An der Seite von Peter O’Toole, Katharine Hepburn und Anthony Hopkins stellte er den Herzog von Bretagne Gottfried II dar. 1972 spielte er den römischen Kaiser Augustus in Charlton Hestons Shakespeare-Adaption Antonius und Cleopatra sowie den Herzog Sanson Carrasco in Arthur Hillers Musicalverfilmung Der Mann von La Mancha. Ab Mitte der 1970er Jahre wurden seine Filmauftritte rarer und Castle war stattdessen häufiger im Fernsehen zu sehen, unter anderem in den britischen Serien Mit Schirm, Charme und Melone und Die Profis, die auch im deutschsprachigen Raum populär waren. Neben zahlreichen Gastrollen spielte er in einigen Miniserien, unter anderem als Detective Inspector Craddock in der dreiteiligen Fernsehadaption von Agatha Christies Ein Mord wird angekündigt und als Havisham in einer Disney-Adaption von Der kleine Lord. In späteren Jahren war er in Serien wie Casualty, Spooks – Im Visier des MI5 und Inspector Barnaby zu sehen.

## Filmografie (Auswahl)

### Serien
- 1965: Flipper
- 1967: Nummer 6 (The Prisoner)
- 1973: Task Force Police (Softly, Softly: Taskforce)
- 1976: Ich, Claudius, Kaiser und Gott (I, Claudius)
- 1976: Mit Schirm, Charme und Melone (The Avengers)
- 1978: Die Profis (The Professionals)
- 1984: Sherlock Holmes (The Adventures of Sherlock Holmes)
- 1985: Miss Marple
- 1991: Inspektor Morse, Mordkommission Oxford (Inspector Morse)
- 1999: Die Profis – Die nächste Generation (CI5: The New Professionals)
- 2000: Agatha Christie’s Poirot
- 2001: Silent Witness
- 2004: Casualty
- 2006: Spooks – Im Visier des MI5 (Spooks)
- 2007: Inspector Barnaby (Midsomer Murders)

### Filme
- 1966: Blow Up (Blowup)
- 1968: Der Löwe im Winter (The Lion in Winter)
- 1972: Der Mann von La Mancha (Man of La Mancha)
- 1972: Antonius und Cleopatra (Antony and Cleopatra)
- 1976: Die unglaubliche Sarah (The Incredible Sarah)
- 1979: Adlerflügel (Eagle's Wing)
- 1985: König David (King David)
- 1993: RoboCop 3
- 2003: Gods and Generals
- 2012: I Against I

## Broadway
- 1970: Georgy